# Douglas XP-48
Le Douglas XP-48 était un avion de chasse léger conçu par Douglas Aircraft en 1939 pour l'U.S. Army Air Corps (en). Le contrat a été annulé avant la construction d'un prototype à cause de préoccupations sur les performances qui étaient prévues
.

## Inspiration
Avant la Seconde Guerre mondiale, plusieurs pays ont envisagé des avions de chasse légers, souvent inspirés des avions de course. En 1939, Douglas Aircraft a proposé le Modèle 312 à l'Armée de l'air americaine après l'examen d'un Caudron modifié.

## Conception et annulation
Propulsé par un moteur V-12 inversé Ranger XV-770 (en), la proposition de Douglas avait intéressé l'Armée, qui commanda un prototype unique le 5 août 1939. Le Modèle 312 a été désigné XP-48, le 48ème type d'avion de la catégorie poursuite.
Le design du XP-48, ressemblant au Bell XP-77, présentait une aile d'un ratio élevé et était armé de mitrailleuses synchronisées. Douglas vantait des performances avec une vitesse de pointe d'au moins 563 km/h et potentiellement jusqu'à 845 km/h.
Cependant, l'Armée a soupçonné que le design n'était pas fiable. Le moteur Ranger a rencontré des retards et n'a jamais prouvé sa fiabilité. Les estimations de Douglas étaient jugées trop optimistes, menant à l'annulation du contrat XP-48 en février 1940, et Douglas a cessé le développement sans financement.

## Caractéristiques techniques

### Dimensions
Longueur : 6,63 m
Envergure : 9,75 m
Hauteur : 2,74 m
Surface alaire : 8,57 m²

## Poids
Poids à vide : 1211 kg
Poids brut : 1542 kg

## Capacité
Équipage : 1 (pilote)
Capacité en carburant : 189 litres

### Moteur
Type de moteur : Moteur à piston liquide inversé V-12
Modèle : Ranger SGV-770
Puissance : 391 kW (525 hp)

### Performances
Vitesse maximale : 560 km/h
Vitesse de croisière : Non spécifiée
Vitesse de décrochage : Non spécifiée
Plafond de service : Non spécifié
Taux de montée : Non spécifié

### Armement
Mitrailleuses :
- 1 × 7,62 mm
- 1 × 12,7 mm